# Gestreepte meesstekelstaart
De gestreepte meesstekelstaart (Leptasthenura striata) is een zangvogel uit de familie Furnariidae (ovenvogels).

## Verspreiding en leefgebied
Deze soort komt voor van westelijk Peru tot noordwestelijk Chili en telt drie ondersoorten:
- L. s. superciliaris: het westelijke deel van centraal Peru.
- L. s. striata: uiterste zuidwesten van Peru en noordwestelijk Chili.
- L. s. albigularis: zuidwestelijk Peru.

## Status
De grootte van de populatie is niet gekwantificeerd maar de soort wordt omschreven als algemeen. Op de Rode lijst van de IUCN heeft deze soort de status niet bedreigd.